# 越谷市立蒲生第二小学校
越谷市立蒲生第二小学校（こしがやしりつ がもうだいにしょうがっこう）は、埼玉県越谷市蒲生旭町にある公立小学校。

## 沿革
- 1969年4月1日 - 越谷市立蒲生小学校を分離して越谷市立蒲生第二小学校として開校
- 1972年4月1日 - 校旗、校歌制定
- 1973年4月 - 越谷市立蒲生第二小学校、越谷市立川柳小学校の学区が変更になり越谷市立蒲生南小学校が開校[1]
- 2022年4月 - 「蒲生学園」の実現への布石として、越谷市立蒲生小学校と合併[2]。

## 教育目標
- 心ゆたかに（徳育）
- かしこく（知育）
- たくましく（体育）

## 通学区域
- 蒲生一丁目 - 全域
- 蒲生三丁目 - 全域
- 蒲生旭町 - 全域
- 蒲生寿町 - 全域
- 蒲生本町 - 全域
- 蒲生西町一丁目 - 全域